# Saint-Romain-de-Benet
Saint-Romain-de-Benet – miejscowość i gmina we Francji, w regionie Nowa Akwitania, w departamencie Charente-Maritime.
Według danych na rok 1990 gminę zamieszkiwały 1244 osoby, a gęstość zaludnienia wynosiła 38 osób/km² (wśród 1467 gmin regionu Poitou-Charentes Saint-Romain-de-Benet plasuje się na 233. miejscu pod względem liczby ludności, natomiast pod względem powierzchni na miejscu 134.).